# Lost Meaning
Lost Meaning（ろすとみーにんぐ）は、声優の落合祐里香が出した5thマキシシングルである。12ヶ月連続CDリリースの第5弾。品番は初回限定版がBWCA-1143、通常版がBWCA-1144。

## 解説
初回限定版は特典DVDが付いている。

## 収録曲
1. Lost Meaning
  - 作詞：落合祐里香、作曲・編曲：津久井箇人
2. accelerate
  - 作詞：落合祐里香、作曲：浅野彰、編曲：林田徳久
3. Lost Meaning（inst.）
4. accelerate（inst.）